# 캐슬포인트

캐슬포인트의 위치

캐슬포인트(영어: Castle Point)는 잉글랜드 에식스주에 위치한 비도시 자치구로 중심 도시는 선더즐리이며 인구는 86,608명(2014년 기준), 면적은 45.08km2이다.